# يوشين أوكامي
يوشين أوكامي (باليابانية: 岡見 勇信؛ مواليد 21 يوليو 1981) هو مُقاتل فنون قتالية مختلطة ياباني.

## وصلات خارجية
- يوشين أوكامي على موقع يو إف سي (الإنجليزية)
- يوشين أوكامي على موقع شيردوغ (الإنجليزية)
- يوشين أوكامي على موقع Tapology.com (الإنجليزية)
- يوشين أوكامي على موقع IMDb (الإنجليزية)
- يوشين أوكامي على موقع قاعدة بيانات الفيلم (الإنجليزية)